# Ville Väyrynen
Ville Mikko Juhana Väyrynen, född 1975 i Lapinlax, är en finländsk kirurg och politiker (Samlingspartiet). Han är ledamot av Finlands riksdag sedan 2023.
Väyrynen blev invald i riksdagen i riksdagsvalet 2023 med 7169 röster från Mellersta Finlands valkrets.